# 邁丹 (埃米利奇涅區)
50°39′29″N 28°13′53″E / 50.65806°N 28.23139°E
邁丹（烏克蘭語：Майдан），是烏克蘭北部的村莊，隸屬日托米爾州的茲維亞赫爾區。該村面積0.03平方公里，海拔高度231米，2001年人口29，人口密度每平方公里966.67人。